# Kanton Billère
Der Kanton Billère war von 1982 bis 2015 ein französischer Wahlkreis im Arrondissement Pau im Département Pyrénées-Atlantiques in der Region Aquitanien. Er grenzte im Nordwesten und Norden an den Kanton Lescar, im Osten an den Kanton Pau-Nord und im Süden und Südwesten an den Kanton Pau-Sud.

## Gemeinden
Die einzige Gemeinde des Kantons war Billère.
| Gemeinde | Einwohner Jahr | Fläche km² | Bevölkerungsdichte | Code INSEE | Postleitzahl |
| -------- | -------------- | ---------- | ------------------ | ---------- | ------------ |
| Billère  | 13.479 (2013)  | 4,57       | 2949 Einw./km²     | 64129      | 64140        |